# Helimodelismo
Helimodelismo - é a construção em escala reduzida de helicópteros (civis e militares), mantendo suas mesmas características para voo, normalmente, com controlo remoto, utilizando motores a explosão (combustão interna) e/ou elétricos. Normalmente praticado como passatempo (hobby), atualmente tem sido muito utilizado profissionalmente para filmagens, no cinema e televisão, para cenas que seriam impossíveis de serem captadas com helicópteros em tamanho real ou outro tipo de aeronave. Não se deve confundir helimodelismo com aeromodelismo.

## Visão geral
Um helicóptero controlado por rádio (também helicóptero RC - helimodelo) é um modelo de aeronave diferente de um avião RC devido às diferenças de construção, aerodinâmica e treinamento de voo. Existem vários projetos básicos de helicópteros RC, dos quais alguns (como aqueles com controle de passo coletivo) são mais manobráveis do que outros. Os projetos mais manobráveis costumam ser mais difíceis de voar, mas se beneficiam de maiores capacidades acrobáticas.
Os controles de vôo permitem que os pilotos controlem o coletivo (ou acelerador, em helicópteros de passo fixo), os controles cíclicos (pitch and roll) e o rotor de cauda (yaw). Controlá-los em uníssono permite que o helicóptero execute as mesmas manobras que os helicópteros de tamanho normal, como pairar e voar para trás, e muitas outras manobras que os helicópteros de tamanho normal não podem, como o voo invertido (onde o controle de passo coletivo fornece passo negativo da lâmina para mantenha o helicóptero invertido e os controles de inclinação/guinada devem ser invertidos pelo piloto).
Os diversos controles do helicóptero são efetuados por meio de pequenos servomotores, comumente conhecidos como servos. Um sensor de giroscópio de estado sólido é normalmente usado no controle do rotor de cauda (guinada) para combater o movimento da cauda induzido pela reação do vento e do torque. A maioria dos helicópteros mais novos também tem giro-estabilização nos outros 2 eixos de rotação (pitch and roll). Esse giroscópio de 3 eixos é normalmente chamado de controlador flybarless, assim chamado porque elimina a necessidade de um flybar mecânico.
Os motores costumavam ser motores de dois tempos movidos a metanol, mas os motores elétricos sem escovas combinados com uma bateria de polímero de lítio de alto desempenho (LiPo) agora são mais comuns e fornecem eficiência, desempenho e vida útil aprimorados em comparação com motores escovados, enquanto diminuem os preços os colocam ao alcance dos amadores. Motores a gasolina e turbina a jato também são usados.
Assim como os helicópteros de tamanho normal, os rotores de helicópteros modelo giram em alta velocidade e podem causar ferimentos graves. Várias mortes ocorreram recentemente, em 2013.